# Polessk
Polessk (en russe : Полесск ; en allemand : Labiau ; en polonais : Labiawa ; en lituanien : Labguva) est une ville de l'oblast de Kaliningrad, en Russie. C'est le centre administratif du raïon Polesski. Sa population s'éleve à environ 7 000 habitants.

## Géographie
La ville est située dans la région historique de Prusse, près de l'embouchure de la Deïma dans la lagune de Courlande. Polessk se trouve à 42 km au nord-est de Kaliningrad, à 55 km au sud-ouest de Sovetsk et à 1 048 km à l'ouest de Moscou.

## Histoire

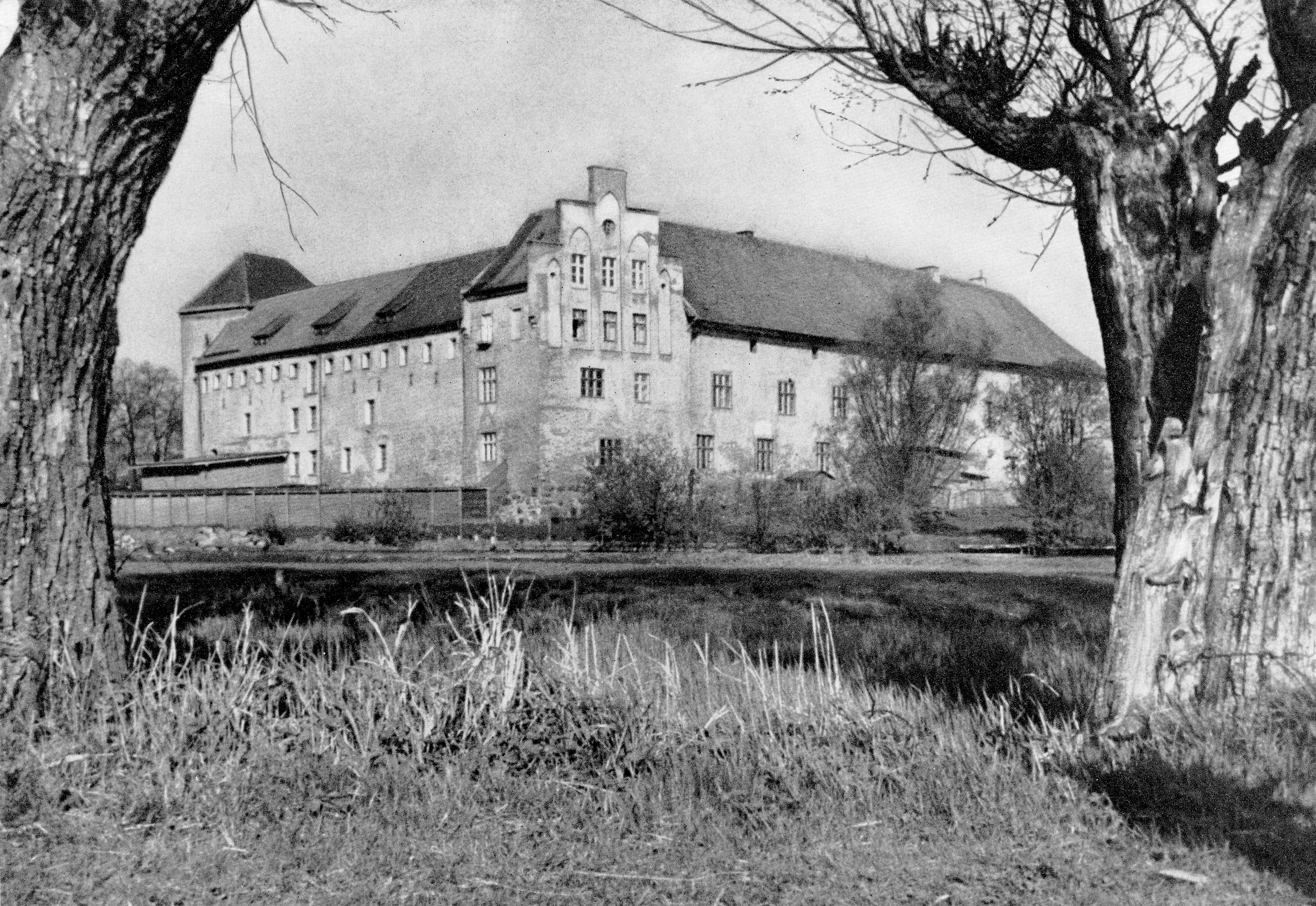
Château de Labiau vers 1914.

La ville abrite un château médiéval construit par les chevaliers de l'ordre Teutonique après leur conquête de la Sambie en 1258/1259. La première construction de la forteresse en bois, mentionnée comme Labegowe, visait à protéger la ville de Königsberg contre les attaques depuis la lagune de Courlande ; elle a été laissée en ruines par l'assaut des tribus scaloviens en 1277 et fut ensuite reconstruite en pierre. L'ordre a commencé à travailler sur la construction d'un Wasserburg sur la Deïma qui a été complété en 1360. L'église de la ville a été bâtie à la fin du XIVe siècle.
Après la sécularisation de l'État teutonique en 1525, la forteresse fit partie du duché de Prusse et le duc Albert la donna comme cadeau à sa première femme Dorothée de Danemark. À partir de 1565, elle fit la résidence de sa seconde épouse Anne-Marie de Brunswick. En 1642, la localité a reçu sa reconnaissance officielle en tant que ville par le « Grand Électeur » Frédéric-Guillaume Ier de Brandebourg qui y séjourna volontiers lors de ses chasses. Il y a également signé le traité de Labiau avec le roi Charles X Gustave de Suède le 20 novembre 1656. 
Dès 1815, Labiau faisait partie de la province de Prusse-Orientale au sein du royaume de Prusse puis dans l'Empire allemand. La ville était le chef-lieu de l'arrondissement de Labiau au sein du district de Königsberg. En 1885, Labiau avait 4 744 habitants, presque tous luthériens.
La ville fut prise par l'Armée rouge en 1945, peu avant la fin de la Seconde Guerre mondiale, et annexée par l'Union soviétique, conformément aux décisions de la conférence de Potsdam. L'année suivante Labiau fut renommée Polessk. La population allemande qui n'avait pas encore été évacuée fut alors expulsée vers l'ouest de l'Allemagne et remplacée par des Russes. Le château brûla en 1965.

## Population
Recensements (*) ou estimations de la population
| 1875  | 1880  | 1890  | 1900  | 1910  |
| ----- | ----- | ----- | ----- | ----- |
| 4 487 | 4 683 | 4 861 | 4 455 | 4 604 |

| 1925  | 1933  | 1939  | 1959* | 1970* |
| ----- | ----- | ----- | ----- | ----- |
| 4 840 | 5 879 | 6 544 | 5 435 | 5 601 |

| 1979* | 1989* | 2002* | 2010* | 2013  |
| ----- | ----- | ----- | ----- | ----- |
| 6 338 | 6 859 | 7 681 | 7 581 | 7 434 |